# 訃報 1980年10月
訃報 1980年10月（ふほう 1980ねん10がつ）では、1980年（昭和55年）10月中に物故した、又は物故が報じられた人物についてまとめる。

## （1日 - 15日）

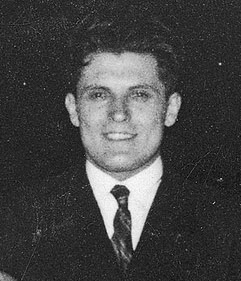
ソラーシュ・ラースロー／10月4日没

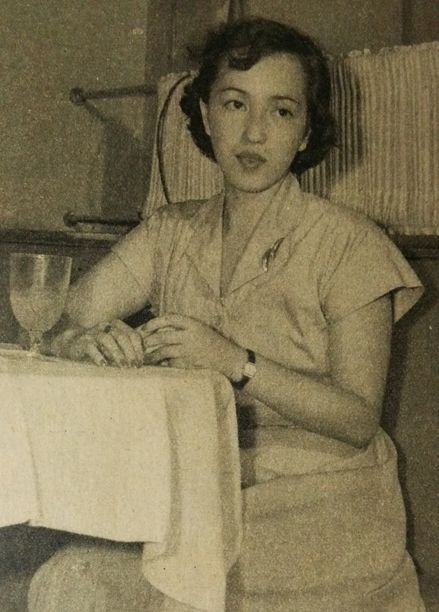
北原文枝／10月6日没

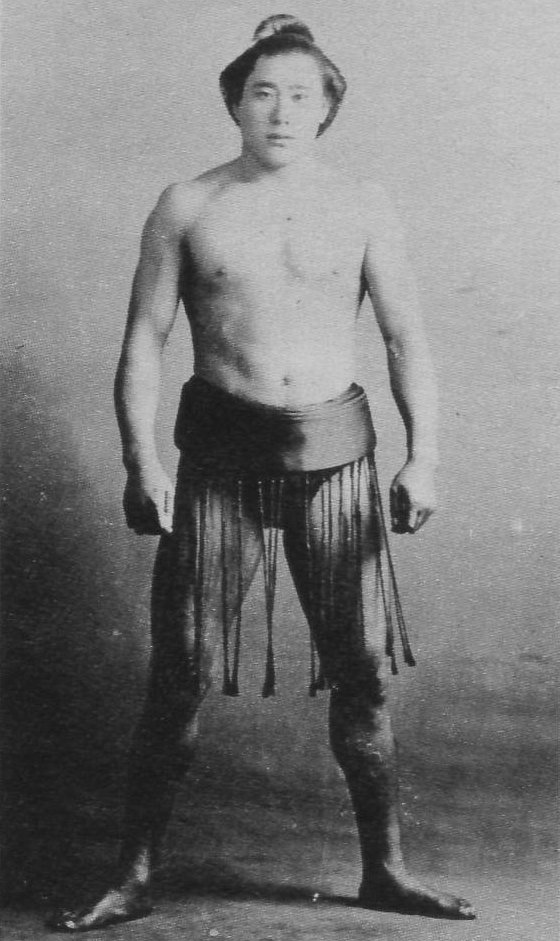
清美川梅之／10月13日没

- 10月4日 - ソラーシュ・ラースロー、フィギュアスケート選手（* 1907年）
- 10月5日 - 四代目三遊亭小圓遊、落語家（* 1937年）
- 10月6日 - 北原文枝、声優・女優（* 1920年）
- 10月8日 - 横山重、中世国文学者（* 1896年）
- 10月8日 - 坂村徹、遺伝学者・生理学者・教育者（* 1888年）
- 10月13日 - 清美川梅之、大相撲力士・プロレスラー（* 1917年）

## （16日 - 31日）

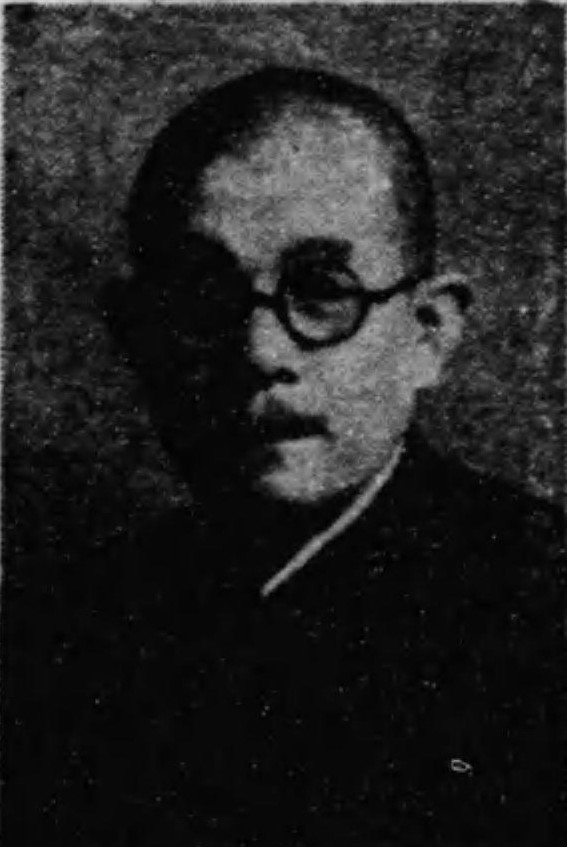
清沢俊英／10月16日没

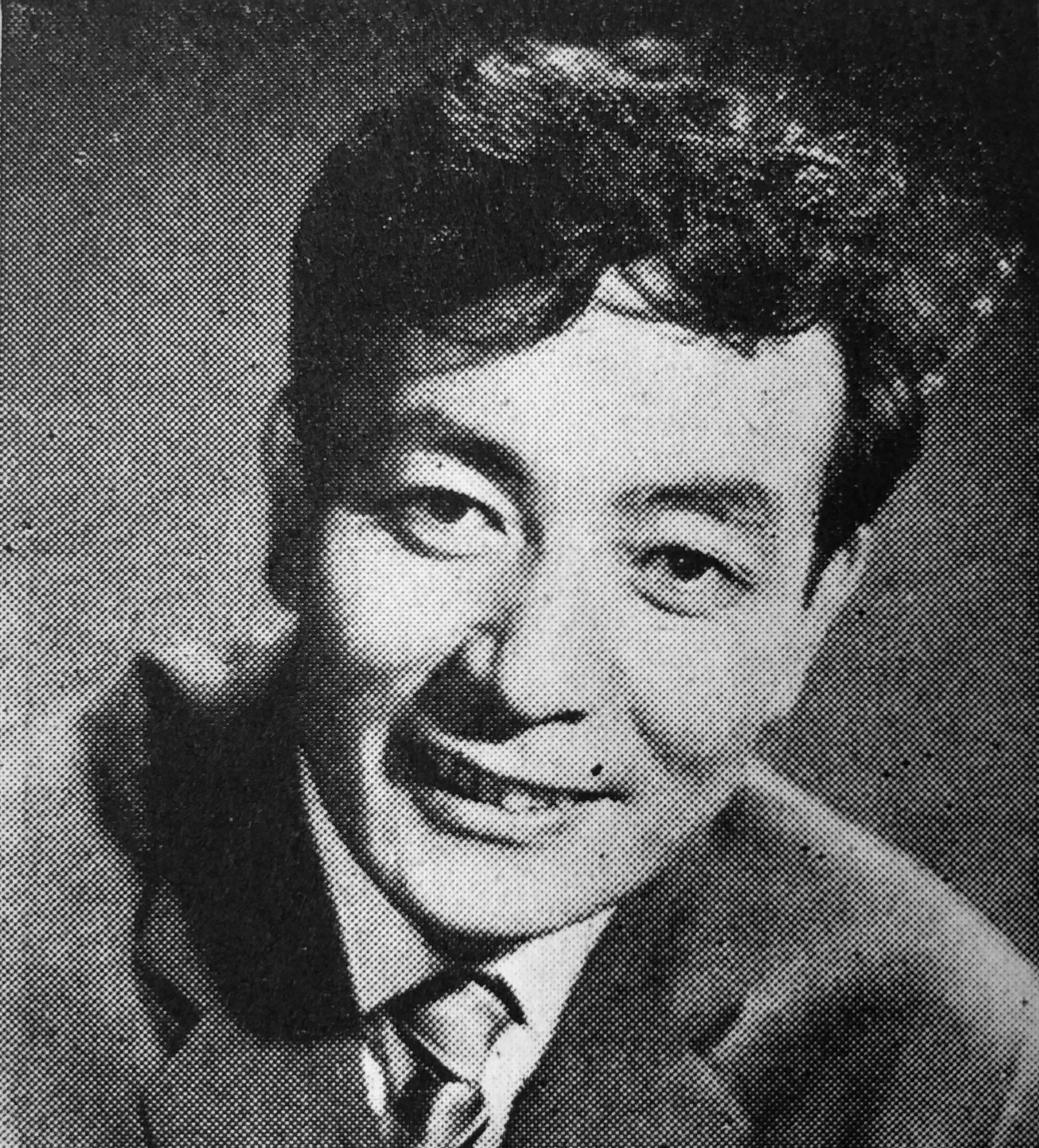
山本麟一／10月16日没

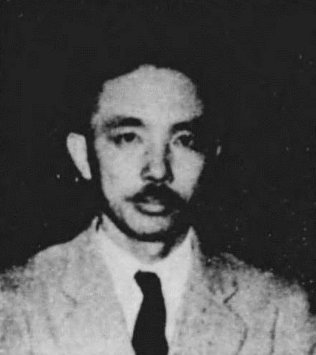
木村清司／10月18日没

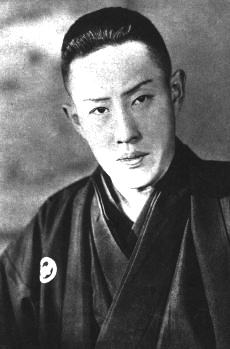
嵐寛寿郎／10月21日没

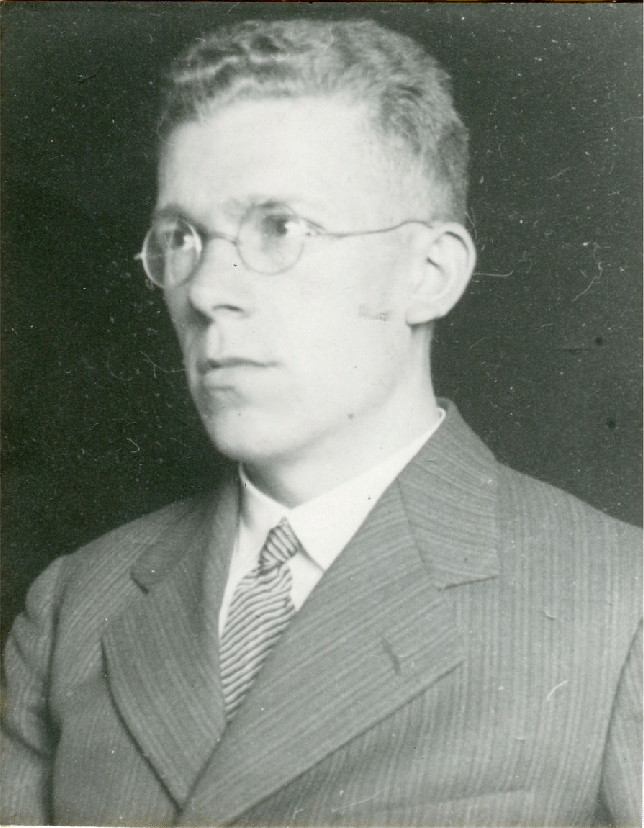
ハンス・アスペルガー／10月21日没

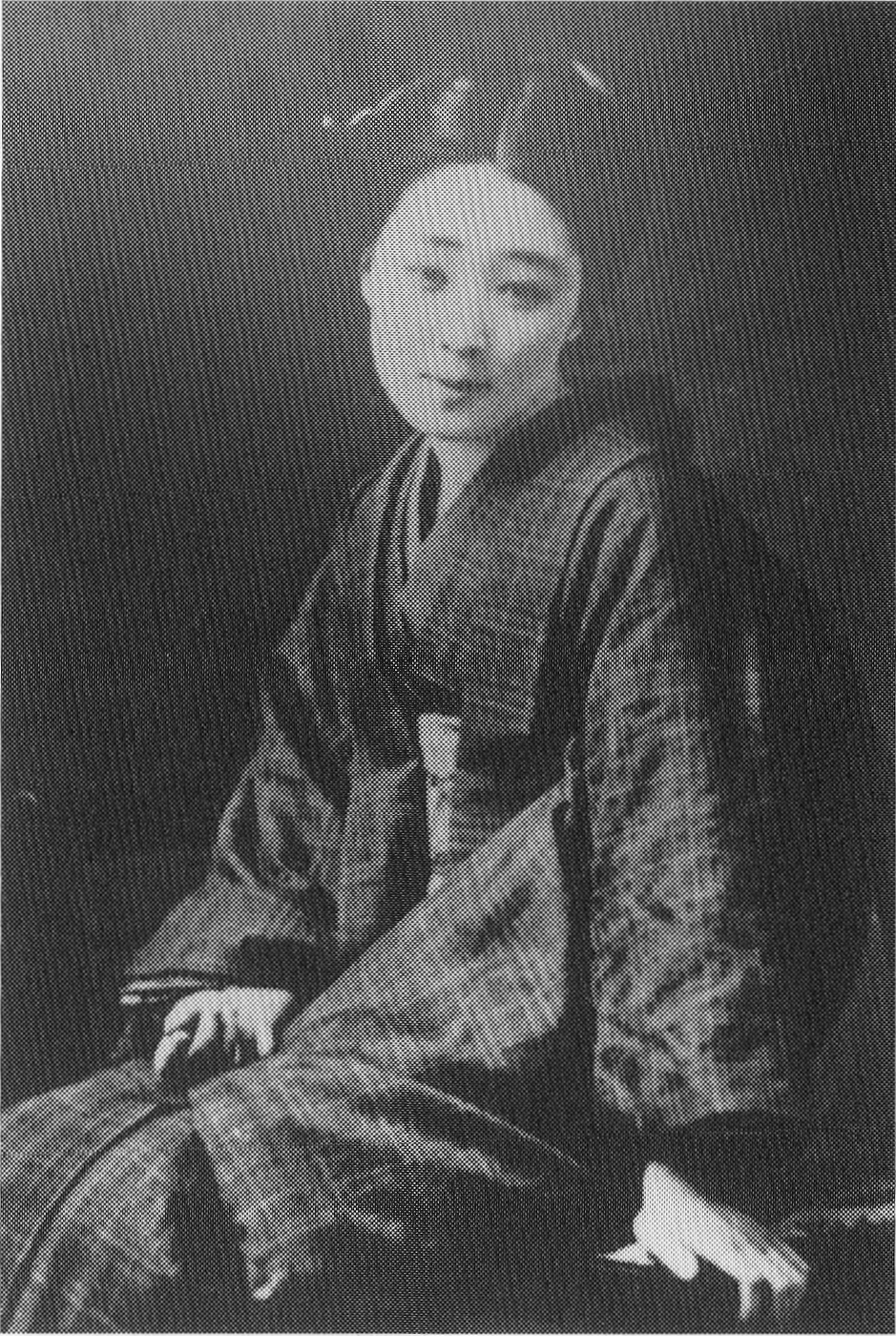
佐々木カネヨ／10月24日没

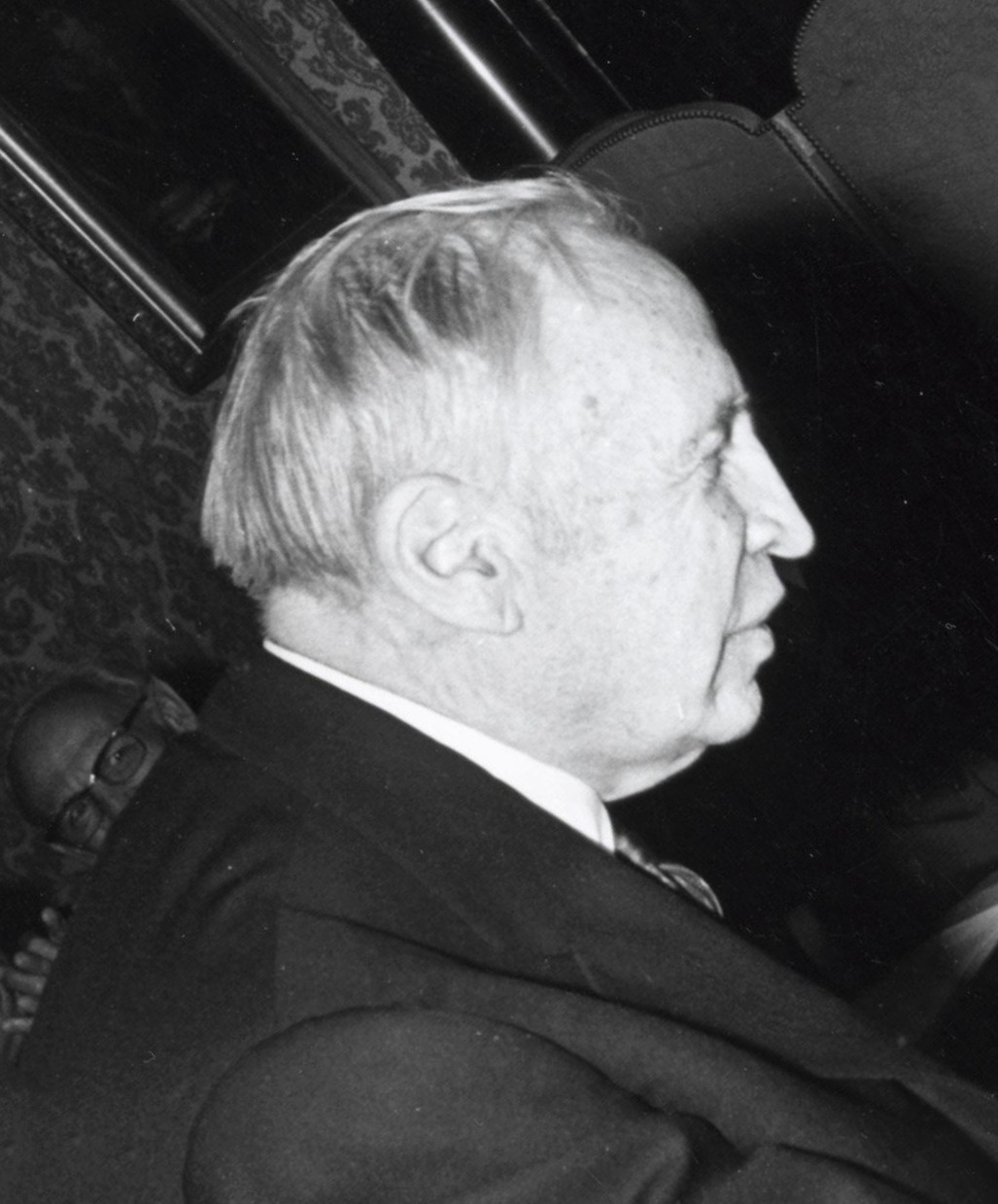
ジョン・ヴァン・ヴレック／10月27日没

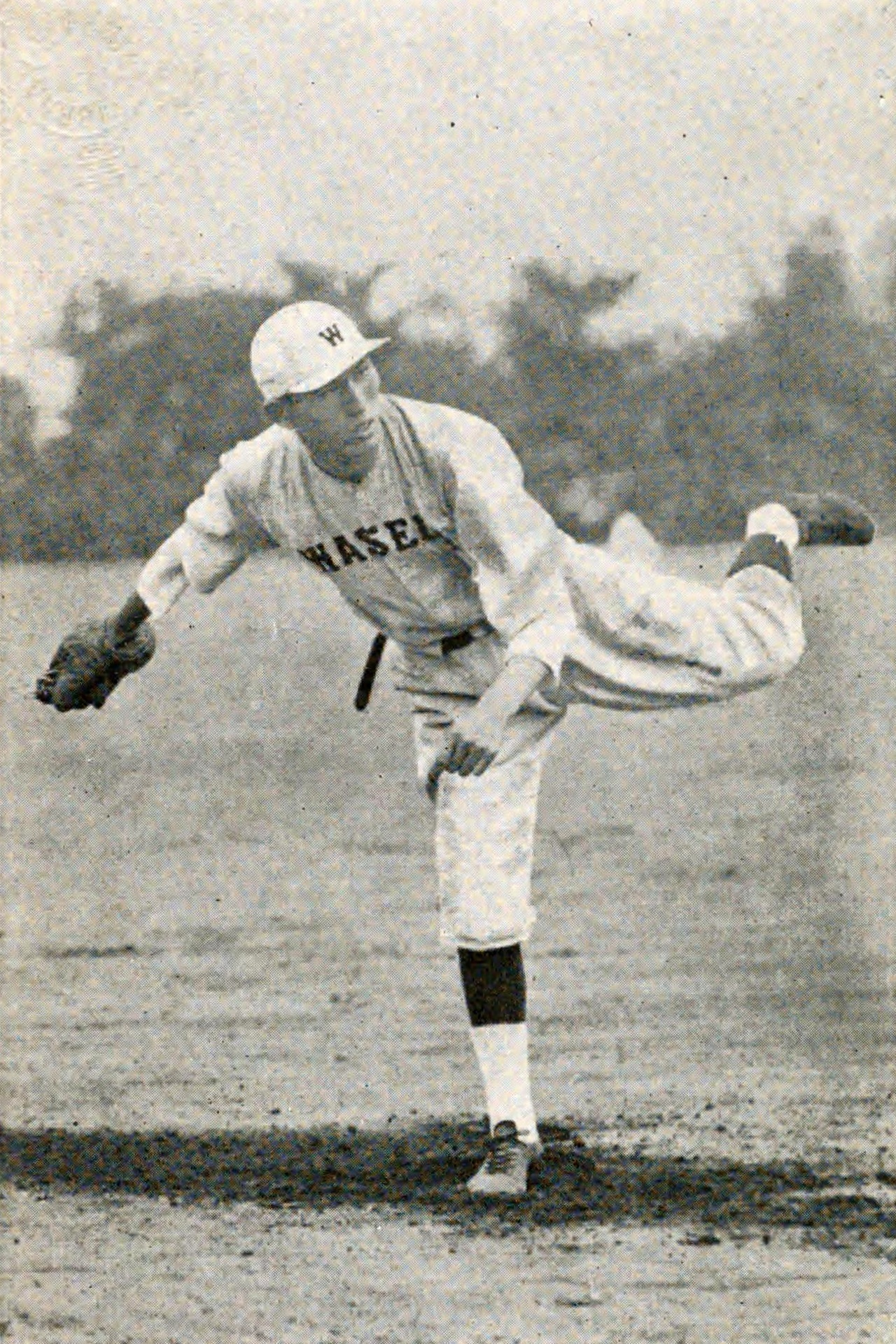
小川正太郎／10月27日没

- 10月16日 - 清沢俊英、労働運動家・政治家（* 1890年）
- 10月16日 - 山本麟一、俳優（* 1927年）
- 10月18日 - 木村清司、内務・厚生官僚・弁護士（* 1896年）
- 10月20日 - 伊藤肇、評論家（* 1926年）
- 10月20日 - ロバート・ホイッタカー、生物学者（* 1920年）
- 10月21日 - 峰尾甲一、大日本帝国陸軍軍人（* 1882年）
- 10月21日 - 嵐寛寿郎、俳優（* 1903年）
- 10月21日 - ハンス・アスペルガー、医師・アスペルガー症候群を定義付けた（* 1906年）
- 10月24日 - 佐々木カネヨ、美術モデル（* 1904年）
- 10月27日 - ジョン・ヴァン・ヴレック、物理学者（* 1899年）
- 10月27日 - 小川正太郎、元野球選手（* 1910年）
- 10月30日 - 南部瑞子、ガールスカウト日本連盟本部理事（* 1908年）